# Postnord Vårgårda WestSweden RR 2018
La 13.ª edición de la prueba de ruta de la Postnord Vårgårda WestSweden RR  se celebró el 13 de agosto de 2018 sobre un recorrido de 141 km con inicio y final en la ciudad de Vårgårda en Suecia.
El recorrido de la carrera inició con cuatro vueltas a un circuito corto de aproximadamente 11 km seguido por una vuelta larga de cerca de 55 km, que incluyó cuatro tramos de grava para terminar luego con otras cuatro vueltas al circuito corto inicial.
La carrera hizo parte del UCI WorldTour Femenino 2018 como competencia de categoría 1.WWT del calendario ciclístico de máximo nivel mundial siendo la decimoctava carrera de dicho circuito y fue ganada por la ciclista neerlandesa Marianne Vos del equipo WaowDeals. El podio lo completaron la ciclista neerlandesa Kirsten Wild del equipo Wiggle High5 y la ciclista finesa Lotta Lepistö  del equipo Cervélo-Bigla.

## Equipos
Tomaron parte en la carrera un total de 20 equipos, de los cuales 18 son equipos de categoría UCI Team Femenino invitados por la organización y 2 selecciones nacionales, quienes conformaron un pelotón de 118 ciclistas de las cuales terminaron 78. Los equipos participantes fueron:
| Equipos femeninos (18)- Alé Cipollini - Astana Women's - Boels Dolmans - BTC City Ljubljana - Canyon-SRAM Racing - Cervélo Bigla - Cogeas - FDJ-Nouvelle Aquitaine-Futuroscope - Hitec Products-Birk Sport - Mitchelton-Scott - Movistar Team - Sunweb - Tibco-Silicon Valley Bank - Trek-Drops - Valcar PBM - Virtu - WaowDeals - Wiggle High5 Equipos nacionales (2)- Noruega - Suecia |
| |

## Clasificaciones finales
Las clasificaciones finalizaron de la siguiente forma:

### Clasificación general
| \| Clasificación general \| Clasificación general \| Clasificación general \| Clasificación general \| Clasificación general \| \| Ciclista \| Ciclista \| Equipo \| Tiempo \| \| \| --------------------- \| ------------------------- \| --------------------- \| --------------------- \| --------------------- \| \| 1.ª \| Marianne Vos \| WaowDeals \| 3 h 27 min 52 s \| \| \| 2.ª \| Kirsten Wild \| Wiggle High5 \| + 2 s \| \| \| 3.ª \| Lotta Lepistö \| Cervélo Bigla \| + 2 s \| \| \| 4.ª \| Elena Cecchini \| Canyon-SRAM Racing \| + 2 s \| \| \| 5.ª \| Barbara Guarischi \| Virtu Cycling Women \| + 2 s \| \| \| 6.ª \| Maria Giulia Confalonieri \| Valcar PBM \| + 2 s \| \| \| 7.ª \| Christine Majerus \| Boels Dolmans \| + 2 s \| \| \| 8.ª \| Coryn Rivera \| Sunweb \| + 3 s \| \| \| 9.ª \| Letizia Paternoster \| Astana Women's Team \| + 3 s \| \| \| 10.ª \| Eugenia Bujak \| BTC City Ljubljana \| + 4 s \| \| |                           |                     |                 |
| |                           |                     |                 |
| Fuente: ProCyclingStats |                           |                     |                 |
| Clasificación general |                           |                     |                 |
| Ciclista | Ciclista                  | Equipo              | Tiempo          |
| 1.ª | Marianne Vos              | WaowDeals           | 3 h 27 min 52 s |
| 2.ª | Kirsten Wild              | Wiggle High5        | + 2 s           |
| 3.ª | Lotta Lepistö             | Cervélo Bigla       | + 2 s           |
| 4.ª | Elena Cecchini            | Canyon-SRAM Racing  | + 2 s           |
| 5.ª | Barbara Guarischi         | Virtu Cycling Women | + 2 s           |
| 6.ª | Maria Giulia Confalonieri | Valcar PBM          | + 2 s           |
| 7.ª | Christine Majerus         | Boels Dolmans       | + 2 s           |
| 8.ª | Coryn Rivera              | Sunweb              | + 3 s           |
| 9.ª | Letizia Paternoster       | Astana Women's Team | + 3 s           |
| 10.ª | Eugenia Bujak             | BTC City Ljubljana  | + 4 s           |

## UCI WorldTour Femenino
La Postnord Vårgårda WestSweden otorga puntos para el UCI WorldTour Femenino 2018, incluyendo a todas las corredoras de los equipos en las categorías UCI Team Femenino. Las siguientes tablas muestran el baremo de puntuación y las 10 corredoras que obtuvieron más puntos:
| Posición   | 1.ª | 2.ª | 3.ª | 4.ª | 5.ª | 6.ª | 7.ª | 8.ª | 9.ª | 10.ª | 11.ª | 12.ª | 13.ª | 14.ª | 15.ª | 16.ª-30.ª | 31.ª-40.ª |
| Puntuación | 200 | 150 | 125 | 100 | 85  | 70  | 60  | 50  | 40  | 35   | 30   | 25   | 20   | 15   | 10   | 5         | 3         |

| Clasificación |                           |                    |        |
| Posición      | Ciclista                  | Equipo             | Puntos |
| ------------- | ------------------------- | ------------------ | ------ |
| 1.ª           | Marianne Vos              | WaowDeals          | 200    |
| 2.ª           | Kirsten Wild              | Wiggle High5       | 150    |
| 3.ª           | Lotta Lepistö             | Cervélo-Bigla      | 125    |
| 4.ª           | Elena Cecchini            | Canyon SRAM Racing | 100    |
| 5.ª           | Barbara Guarischi         | Virtu              | 85     |
| 6.ª           | Christine Majerus         | Boels-Dolmans      | 70     |
| 7.ª           | Maria Giulia Confalonieri | Valcar PBM         | 60     |
| 8.ª           | Coryn Rivera              | Sunweb             | 50     |
| 9.ª           | Letizia Paternoster       | Astana             | 40     |
| 10.ª          | Eugenia Bujak             | BTC City Ljubljana | 35     |